# مضر أحمد
مضر أحمد (مواليد 1956) هو فنان عراقي-سويدي.

## الحياة والعمل
ولد في بغداد, العراق, عاش مضر أحمد في بولندا والسويد.
درس مضر أحمد في معهد بغداد للفنون الجميلة (1974-1979) وحصل على درجة البكالوريوس في الفنون التصويرية. أمضى وقت فراغه في المتحف الوطني، ورسم ودراسة المبادئ الأساسية للفن التجريدي والفنون التقليلية. وبألهام من أساتذته البولنديين ذهب مضر إلى بولندا من أجل الدراسة، تاركاً العراق في عام 1980، قبل بضعة أشهر من الحرب العراقية الإيرانية. بعد أن أنهى خمس سنوات في أكاديمية الفنون الجميلة في وارسو (1981-86), حصل على ماجستير في الرسم. ثم ذهب إلى السويد حيث درس رسوميات الحاسوب في خوفدة لتطوير تقنيات الطباعة (1990-91). أصبح مديرًا لورشة الطباعة في فالون. حصل مضر على منحة دراسية من كارلسكوغا نوبل للفن في كارلسكوغا، السويد في عام 2000 لمساهمته في الفنون التصويرية.
في عام 2007، قام مضر بعمل كتاب فنان عن توماسترانسترومر’ غاليرييت بعنوان فيكا نر.II.
عمل بالتعاون مع الفنانة الشريك/الناقد الفني ماريا فيفيرو، في مشروع حول راشد بن خليفة آل خليفة، والذي نتج عنه كتاب راشد بن خليفة آل خليفة، 40 سنة من الرسم، من نفسه، وبنفسه، ولنفسه، شيخ بأثر رجعي.
في كانون الثاني / يناير 2012، أقام مضر أحمد معرضه 35 سنة الأستعادي والذي نظمته آن سيبانين في متحف دالارناس في فالون. أنتقل المعرض في أكتوبر إلى بوروس، أول سكن للفنان في السويد، وسيتم عرضه في معرض الغاردن. زار مؤخراً شمال العراق بعد 30 عاما.

## الجوائز والمنح الدراسية المختارة
- 1986: منحة القسم الثقافي البولندي، وارسو، بولندا
- 1992: النرويجية الدولية للطباعة لفترة الثلاث سنوات العاشرة، فردريكشتاد، النرويج (جائزة لجنة التحكيم)
- 1995: 11 النرويجية الدولية للطباعة لفترة الثلاث سنوات الحادية عشر، فردريكشتاد، النرويج (الجائزة 1)
- 1997: صندوق آني بيرغمان الرسم، السويد
- 1999: منحة سفر تشريتيرس الدراسية في غرافيكينس هاس، مارافريد، السويد
- 2000: منحة ألفريد نوبل للفن، كارلسكوغا, السويد
- 2000 مسابقة جوزيف غييلنياك العاشرة للفن الجرافيكي، جيلينيا جورا، بولندا (تمييز)
- 2002 النماذج الدولية للصور الصغيرة الحادية عشر، لودز، بولندا (وسام الشرف)
- 2003 طباعة ترينالي-كراكوف-2003, كراكوف، بولندا (جائزة كانسون بولندا)
- 2006 5 المصرية الدولية للطباعة لفترة الثلاث سنوات، القاهرة، مصر (جائزة الثلاث سنوات)
- 2006 جائزة مسابقة أندريول للرسم، ناليكزو، بولندا
- 2006 7e دي تشامالييريس لفترة الثلاث سنوات، فرنسا (جائزة لجنة التحكيم)
- 2008 النماذج الدولية للصور الصغيرة الثالثة عشر، لودز، بولندا (وسام الشرف)
- 2009 جوانلان الدولية للطباعة الثاني لفترة السنتين 2009, شينزين، الصين (جائزة جوانلان الدولية للطباعة)
- 2009 الرسم الدولية لفترة الثلاث سنوات مانو بروبريا, 2009, تالين، أستونيا
- 2009 طباعة ترينالي-كراكوف-2009, كراكوف، بولندا (جائزة القانونية من MTG – كراكوف 2009)

## وصلات خارجية
- الموقع الرسمي
- ويدارزينيا, 2009
- بياليستوك، الصفحة الشخصية 2009
- DT 21 كانون الثاني / يناير 2012، بما في ذلك معرض صور وفن مضر.
- متحف دالارناس, مضر الأستعادي 2012